# James Clerk Maxwell
James Clerk Maxwell (13. června 1831 Edinburgh – 5. listopadu 1879 Cambridge) byl skotský teoretický fyzik a matematik. Jeho nejvýznamnějším objevem je obecný matematický popis elektromagnetického pole dnes známý jako Maxwellovy rovnice. Zpracoval Faradayovy názory o elektřině a magnetismu v soustavnou teorii, v níž předpověděl existenci a vlastnosti elektromagnetických vln, šířících se rychlostí světla. Na tom založil svou elektromagnetickou teorii světla. Zabýval se pružností a kinetickou energií plynů. Je považován za zakladatele kinetické teorie plynů a statistické fyziky obecně. Publikoval první barevnou fotografii jako důkaz teorie aditivního míchání barev. Z dalších vědních oborů, které obohatil svými myšlenkami a experimenty, lze uvést astronomii a termodynamiku. Je považován za největší postavu teoretické fyziky mezi Newtonem a Einsteinem.

## Život

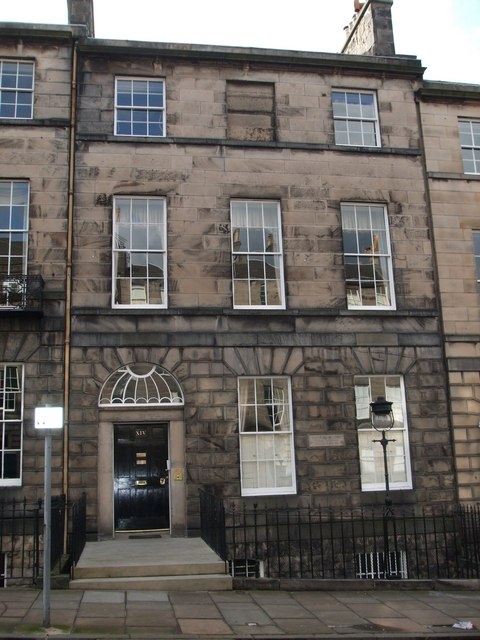
Maxwellův rodný dům v Edinburghu

Jednalo se o potomka starého šlechtického rodu. Jeho otec se narodil jako John Clerk a další jméno Maxwell připojil až když zdědil po předcích panství v Middlebie. Nechal si postavit dům Glenlair poblíž vesnice Corsock v jižním Skotsku, v němž James Clerk Maxwell prožil dětství. V této době projevoval velký zájem o mechanické hračky, měl i výtvarné nadání. Otec byl právník, matka zemřela, když mu bylo 8 let.
V letech 1841–1847 studoval na akademii v Edinburghu. Otec dbal o jeho intelektuální výchovu, bral ho na setkání edinburské Společnosti umění a místní pobočky  Královské společnosti. Již ve čtrnácti letech publikoval svou první vědeckou práci z geometrie The description of oval curves and those having a plularity of foci (Popis oválných křivek a křivek s množstvím ohnisek), která byla přijata Královskou společností v Edinburghu. Jako šestnáctiletý začal studovat v roce 1847 na univerzitě v Edinburghu fyziku, chemii, matematiku a filozofii. Zabýval se různými chemickými a elektrotechnickými přístroji, ale nejvíce ho zaujaly vlastnosti polarizovaného světla. Experimentováním s polarizačními hranoly objevil fotoelasticitu. V roce 1850 (devatenáctiletý) přestoupil do Cambridge. Studia na Trinity College zakončil v roce 1854 s vynikajícím prospěchem a Smithovou cenou za matematiku. V Cambridgi zůstal další  dva roky, zabýval se optikou, zejména teorií barev a barevného vidění. Své poznatky zpracoval  ve spise Experiments on colour (Pokusy s barvou), který přednesl Královské společnosti v březnu 1855. 
V září 1855 složil zkoušky učitelské způsobilosti. Kvůli otcově nemoci se vrátil do Glenlairu. Po jeho smrti nastoupil v listopadu 1856  na místo profesora fyziky na Marishallově koleji univerzity v Aberdeenu. Získal pověst vynikajícího matematického fyzika, když studiem Saturnových prstenců matematicky dokázal, že jejich strukturu tvoří drobná tělíska. Na přelomu let 1855–1856 přednesl v Cambridžské filozofické společnosti svou práci o Faradayových siločarách, v níž vytvořil matematickou teorii pro stacionární elektrický proud a elektronické stavy. V roce 1858 se oženil s Katherine Mary Dewarovou, dcerou ředitele Marishallovy koleje.
V letech 1860–1865 byl profesorem na King's College v Londýně. Léta londýnského působení patřila v jeho životě k nejplodnějším. V roce 1861 předvedl v britském Královském institutu první barevnou fotografii, když pomocí barevných filtrů (modrého, zeleného a červeného) nechal udělat tři dílčí snímky barevné stuhy. Pracoval teoreticky a experimentoval ve dvou oblastech. Aplikací statistických zákonů dosáhl významných poznatků v kinetické energii plynů.
V roce 1865 univerzitu opustil a dalších šest let trávil převážně na svém sídle v Glenlairu jako soukromý vědec. Věnoval se studiu Faradayových spisů o elektřině a magnetismu, k jeho  myšlenkám se vždy otevřeně hlásil a usiloval o matematické vyjádření jeho teorií. Z oblasti elektromagnetických jevů přešel do hydromechaniky. Modifikací hydromechanických zákonů formulovaných W. Thomsonem (lord Kelvin) a zejména von Helmhotzem vytvořil analogickou teorii  pro  elektromagnetické jevy. V prosinci 1869 představil v londýnské Královské společnosti svou práci Dynamická teorie elektromagnetického pole (Dynamical Theory of The Electromagnetic Field), v níž matematicky formuloval zákony elektromagnetického pole ve tvaru parciálních diferenciálních rovnic (Maxwellovy rovnice). Pracoval na svém Pojednání o elektřině a magnetismu (A Treatis on Electricity and Magnetism),  které vyšlo v roce 1873. Formuloval zde matematickou teorii makroskopické elektrodynamiky, která se stala východiskem pro většinu moderních teoretických metod používaných v silnoproudé a slaboproudé elektrotechnice 20. století.

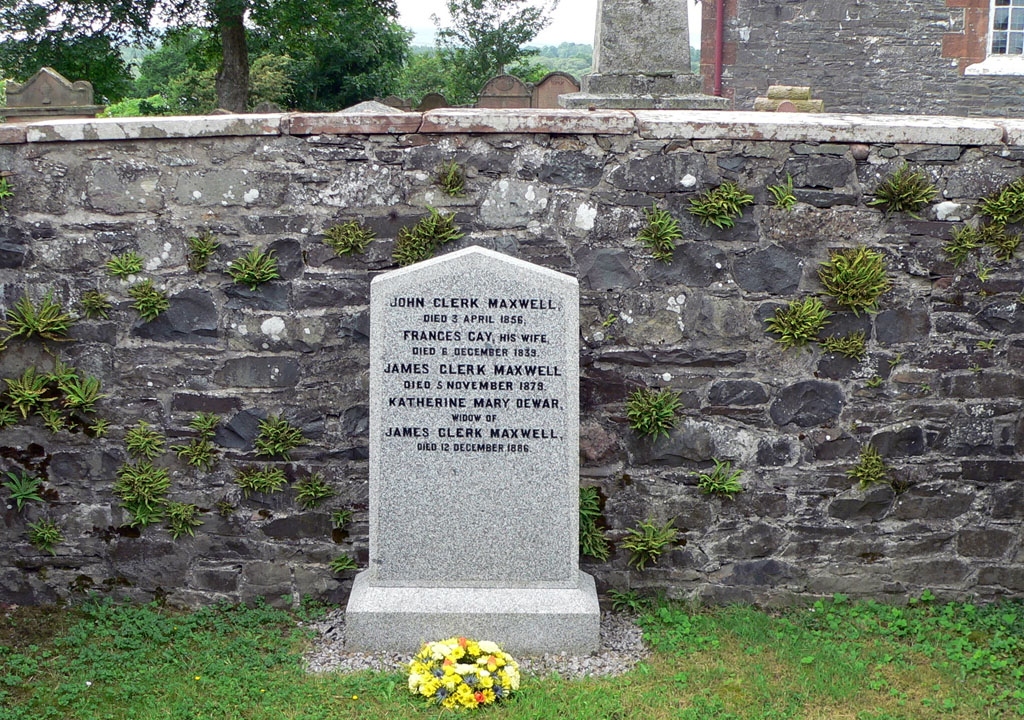
Hrob Jamese Maxwella v Partonu

Od roku 1871 Maxwell působil jako profesor experimentální fyziky na univerzitě v Cambridgi, kde se podílel na vybudování Cavendishovy laboratoře a byl jejím prvním ředitelem. Věnoval se také uspořádání Cavendishovy pozůstalosti a zveřejnil řadu jeho prací. V roce 1872 byl zvolen čestným členem Trinity College. Dostalo se mu poct i v zahraničí od akademie v Bostonu, Filadelfii, New Yorku, Amsterodamu, Vídni. Byl zvolen dopisujícím členem Královské vědecké společnosti v Göttingenu.
Maxwell miloval britskou poezii, dokonce sám i básně skládal. Zpíval písně skotského básníka Roberta Burnse a sám se doprovázel na kytaru.
Počátkem roku 1879 se u něj začaly projevovat příznaky choroby, které po několika měsících podlehl. Zemřel 5. listopadu 1879 na rakovinu žaludku ve věku 48 let.  Byl pochován na hřbitově ve vesničce Parton poblíž Glenlairu.

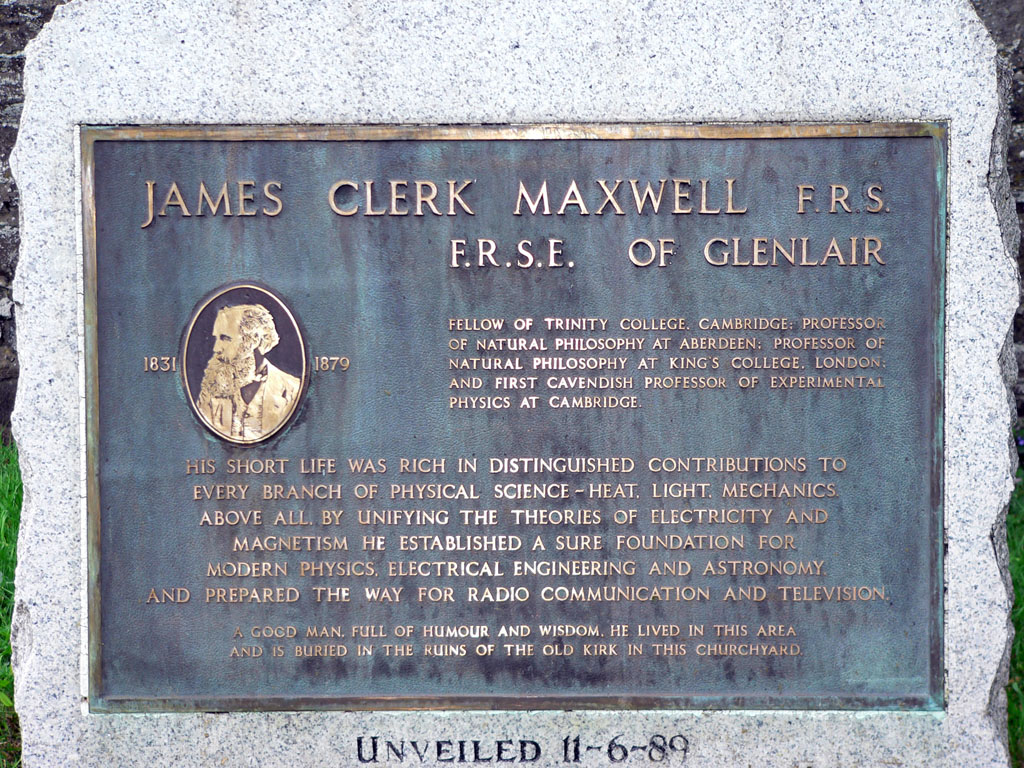
Pamětní deska na zdi kostela v Partonu

V roce 1977 byla ve Skotsku založena charitativní nadace JCM Foundation, která získala v roce 1993 Maxwellův rodný dům v Edinburghu. Část domu je upravena na muzejní prostory věnované památce na tohoto vědce.
V roce 2008 byla v Edinburghu odhalena socha Jamese Maxwella, dílo sochaře Alexandra Stoddarta, Na bočních panelech jsou reliéfy  zobrazující Newtonovy experimenty se světlem a hranoly a Einsteina, který drží model pokřiveného časoprostoru na gumové podložce.

## Vědecká činnost
Maxwellovo vědecké dílo bylo publikováno ve 101 článcích, knihách, učebnicích a pojednáních. Byl též autorem řady odborných i populárních přednášek, proslovů, životopisných článků (Faraday, Helmholtz), recenzí i esejí (do časopisu Nature či Encyclopaedia Britannica).
Tematicky lze jeho dílo rozčlenit do několika kategorií:
- čistá geometrie
- teorie pružnosti, hydrodynamika
- mechanika, stabilita prstenců Saturna
- geometrická optika, pokusy s barevným viděním
- kinetická teorie plynů, termodynamika
- teorie elektromagnetismu včetně teorie světla.

### Elektromagnetická teorie
V letech 1855–1865 napsal řadu článků, v nichž rozvinul svou formulaci elektromagnetické teorie založené na Faradayových myšlenkách a experimentech. Předpověděl existenci elektromagnetických vln i že světlo je také elektromagnetické vlnění. Vyšel z poznatku, že měnící se magnetické pole je provázeno vznikem indukovaného elektrického pole. Vyslovil předpoklad, že existuje také jev opačný, tj. měnící se elektrické pole vytváří pole magnetické. To znamená, že děje, které vznikají při změnách pole elektrického nebo magnetického, jsou symetrické. Poznatek o symetrii elektromagnetických dějů patří k nejdůležitějším Maxwellovým objevům. Výsledky své práce shrnul do čtyř diferenciálních rovnic, které se staly základem teorie elektromagnetického pole. Úplnou matematickou formulaci teorie elektromagnetického pole uvedl v letech 1864 až 1865 v práci A Dynamical Theory of the Electromagnetic Field (Dynamická teorie elektromagnetického pole).  Své předchozí poznatky shrnul v roce 1873 v obsáhlém Pojednání o elektřině a magnetismu (A Treatis on Electricity and Magnetism). Jeho teoretické výpočty se podařily experimentálně prokázat až Heinrichu Hertzovi řadu let po Maxwellově smrti, když v roce 1887 zahájil svou práci s rádiovými vlnami a experimentálně objevil elektromagnetické vlnění.
Speciální teorie relativity vděčí za svůj původ Maxwellovým rovnicím elektromagnetického pole.
Albert Einstein

### Kinetická teorie plynů
Dále Maxwell roku 1866 významně zdokonalil kinetickou teorii plynů vytvořenou Rudolfem Clausiem.  Zkoumáním pohybu molekul plynů dospěl k závěru, že každá z nich má při stejné hmotnosti a jiné rychlosti rozdílnou kinetickou energii. Na řadě experimentů ukázal, jak mohou fenomény rozptylu, vazkosti a tepelné vodivosti souviset s molekulárním přenosem tíhy, hybnosti a energie. Statistické rozdělení rychlostí náhodného pohybu částice plynu je velmi dobře popsáno Maxwellovým-Boltzmannovým rozdělením. Zavedl pojmy jako je doba relaxace a viskoelasticita.  Zkušenost s kinetickou teorií později přispěla ke vzniku kvantové mechaniky. Maxwell vypracoval formuli, která (u každé dané teploty) udává, jakou specifickou rychlostí se bude ta která frakce molekul daného plynu pohybovat. Tato formule je jednou z nejužívanějších vědeckých rovnic a má důležité uplatnění v mnoha odvětvích fyziky. Maxwellovy poznámky o šíření světla přes pohybující se éter inspirovaly Alberta Michelsona k pokusu s interferometrem, což mělo význam pro objev teorie relativity, stejně jako snahy smířit  Maxwellovy rovnice polí s Newtonovými zákony. 

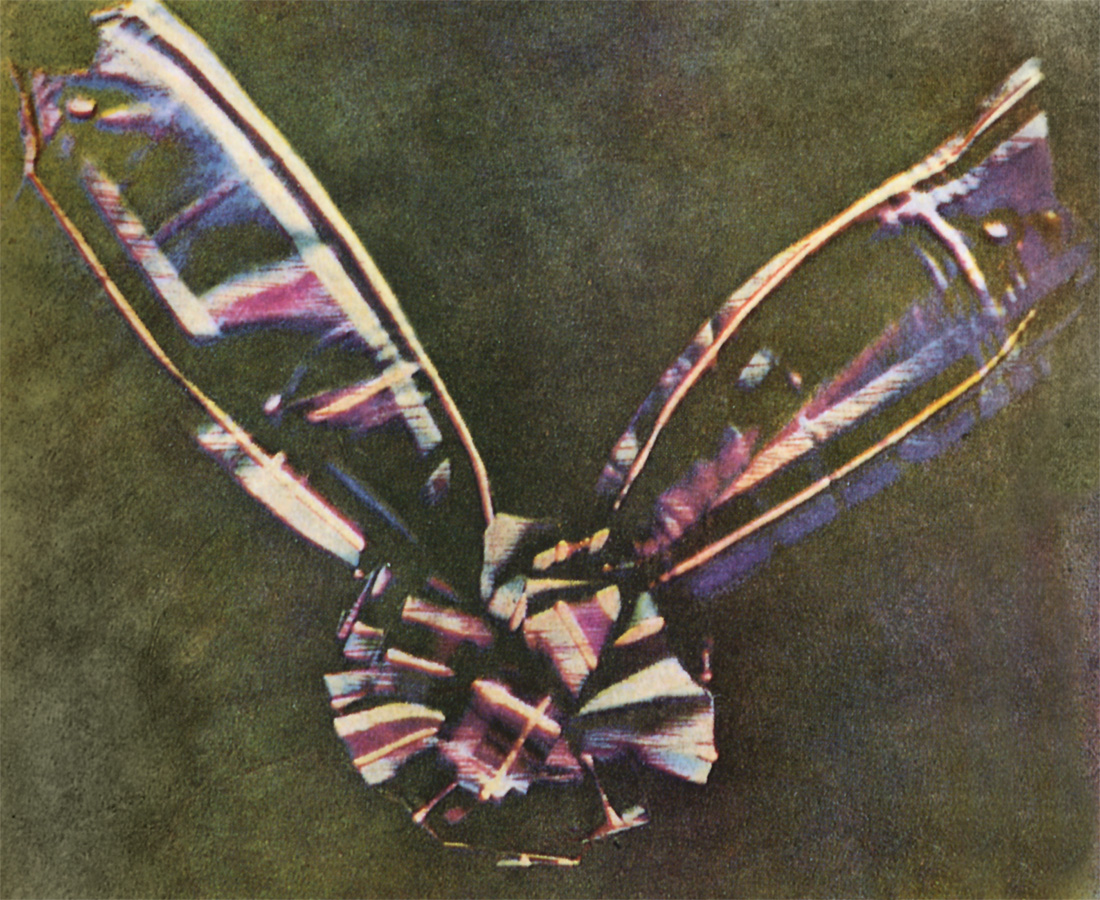
Stužka, první barevná fotografie, 1861

### Další výzkumy
Maxwell jako první vysvětlil, proč Měsíc nemůže mít vlastní atmosféru (střední rychlost molekul je vyšší než úniková (2. kosmická) rychlost na povrchu Měsíce, takže veškerá atmosféra by se rychle rozptýlila do vesmíru).
Položil fyzikální základy teorie barevné fotografie v Londýně 17. května 1861. Promítl na plátno současně tři černobílé snímky barevné tartanové stuhy přes červený, zelený a modrý filtr, které byly předtím exponovány přes filtry stejných barev. Prokázal tak princip aditivního míchání barev. Ve skutečnosti však byla použita exponovaná fotocitlivá emulze necitlivá na červenou barvu. Místo červené byla na snímku přes červený filtr exponována okem neviditelná ultrafialová část spektra. Prakticky však byla tato technika kvůli své komplikovanosti nepoužitelná.

## Díla
- Traktát o elektřině a magnetismu
- O vzájemném vztahu matematiky a fyziky
- O matematické klasifikaci fyzikálních veličin
- O Faradayových siločárách

## Pocty
- Na jeho počest byla pojmenována jednotka magnetického toku (obecně zaznamenává jako f) v soustavě jednotek CGS jako Maxwell (Mx).
- Podobně je pojmenován jeho jménem i horský masiv Maxwell Montes na Venuši.
- Teleskop Jamese Clerka Maxwella na hoře Mauna Kea na Havaji je s průměrem zrcadla 15 m největší submilimetrový astronomický teleskop na světě.
- Jeho jméno nese také mezera mezi Saturnovými prstenci.

#### Publikace
- "On the description of oval curves, and those having a plurality of foci". Proceedings of the Royal Society of Edinburgh, Vol. ii. 1846.
- Illustrations of the Dynamical Theory of Gases. 1860.
- "On physical lines of force". 1861.
- "A dynamical theory of the electromagnetic field". 1865.
- "On governors". Proceedings of the Royal Society, Vol. 16 (1867–1868) pp. 270–283.
- Theory of Heat. 1871.
- "On the Focal Lines of a Refracted Pencil". Proceedings of the London Mathematical Society s1-4(1):337–343, 1871.
- A Treatise on Electricity and Magnetism. Clarendon Press, Oxford. 1873.
- "Molecules". Nature, September, 1873.
- "On Hamilton's characteristic function for a narrow beam of light". Proceedings of the London Mathematical Society s1-6(1):182–190, 1874.
- Matter and Motion, 1876.
- On the Results of Bernoulli's Theory of Gases as Applied to their Internal Friction, their Diffusion, and their Conductivity for Heat.
- "Ether", Encyclopaedia Britannica, Ninth Edition (1875–89).
- An Elementary Treatise on Electricity Clarendon Press, Oxford. 1881, 1888.